# Iglesia de San Miguel (La Miana)
La iglesia de San Miguel es un edificio situado en la entidad de población española de La Miana, en la provincia de Gerona.

## Descripción
El edificio se encuentra en la entidad de población de La Miana del municipio español de San Ferreol, perteneciente a la provincia de Gerona, en la comunidad autónoma de Cataluña. Se menciona como iglesia parroquial del lugar en el undécimo volumen del Diccionario geográfico-estadístico-histórico de España y sus posesiones de Ultramar de Pascual Madoz, en la entrada correspondiente a La Miana, donde aparece descrita con las siguientes palabras:

una igl. parr. (San Miguel) de la que es aneja la capilla de San Julian del Mont, servida por un cura de ingreso, de provision real y ordinaria, y un vicario; el cementerio se halla contiguo al templo.
(Madoz, 1848, p. 402)